# Nyctiophylax traunensis
Nyctiophylax traunensis is een schietmot uit de familie Polycentropodidae. De soort komt voor in het Australaziatisch gebied.